# 夢幻 (バンド)
夢幻（Mugen）は、1980年代に活動した日本のプログレッシブ・ロック・バンドである。

## 略歴
1978年に、林克彦（ギター、後にキーボード）、中村隆士（ドラムとボーカル、後にギターとボーカル）、古田雅也（ベース、後にドラム）により結成。前身バンドに在籍していた加藤明（ベース）が復帰加入し、1984年にファースト・アルバム『Sinfonia Della Luna』を自主制作で発表する。
ファースト・アルバムの好評を受けて、セカンド・アルバムの話が舞い込むがリズム隊の脱退により流れる。再びキングレコード傘下のネクサスより声がかかり、ノヴェラのリズム隊（笹井りゅうじ、西田竜一）のサポートを受け、1986年にアルバム『レダと白鳥』を発表する。本作には、中嶋一晃（ページェント）、宮武和広（ミスターシリウス）、川口貴（アウター・リミッツ）も参加している。アルバム最後に収録されている「亡き王女のためのパヴァーヌ」は、元々モーリス・ラヴェルの楽曲に歌詞を後からつけたものだったが、歌曲として作曲されたものではないことを理由にラヴェルのエージェントから収録の許可が下りず、ボーカル・ラインをリコーダーで録音し直したヴァージョンとなった（後に許可され、CD再発時にボーカル・ヴァージョンが収録された）。
その後、引頭英明（ドラム）、長嶋信行（ベース）を迎えてシングル「冬夢」を発表。1988年に、形山和夫（ドラム）、松浦正平（ベース）、藤井卓（ギター）を加え、A・E・コッパードの著作『The Princess Of Kingdom Gone』にインスパイアされたサード・アルバム『過ぎ去りし王国の王女』を発表するも、1989年にバンドは解散する。

## ディスコグラフィ

### スタジオ・アルバム
- 『Sinfonia Della Luna』 - Sinfonia Della Luna (1984年)
- 『レダと白鳥』 - Leda & Le Cygne (1986年)
- 『過ぎ去りし王国の王女』 - The Princess Of Kingdom Gone (1988年)

### シングル
- 「冬夢 / レオナルドを私に」 (1986年)
- 「Vento di Primavera」 (1987年)